# Триатлон арена
Мјесто одржавања триатлона, Ming Tombs Reservoir или Shisanling Reservoir (поједностављен кинески језик: 十三陵水库) је брана у округу Чангпинг у сјеверном Пекингу, Кина. Назван по оближњим гробницама Минг, то је доњи резервоар пумпне електране Шисанлинг. Насипна брана са земљом је висока 29 метара (95 стопа) и дуга 627 метара (2.057 стопа). Брана ствара резервоар који може да складишти 59.000.000 кубних метара (2.083565337×109 cu ft)) воде и садржи контролисано преливање отвора.

## Историјат
Акумулација Минг гробница је изграђена за само четири месеца од стране стотина хиљада радника који су радили даноноћно.
Године 2008. резервоар је био једно од девет привремених места Олимпијских игара у Пекингу. Коришћен је за триатлонске догађаје на Летњим олимпијским играма 2008. године, током којих је био познат као the Triathlon Venue  (поједностављени кинески: 铁人三项赛场; традиционални кинески: 鐵人三項賽場; пињин: Tiěrén Sānxiàng Sàichǎng).

## Културолишки значај локације
Током изградње, пројекат је привукао писце и умјетнике из оближњег Пекинга. Развој резервоара гробница Минг био је представљен у фотографији, музици, књижевности и филму.
Француски фотограф Henri Cartier-Bresson је такође документовао конструкцију у фотографији у боји.